# 포리스트 그린 로버스 FC

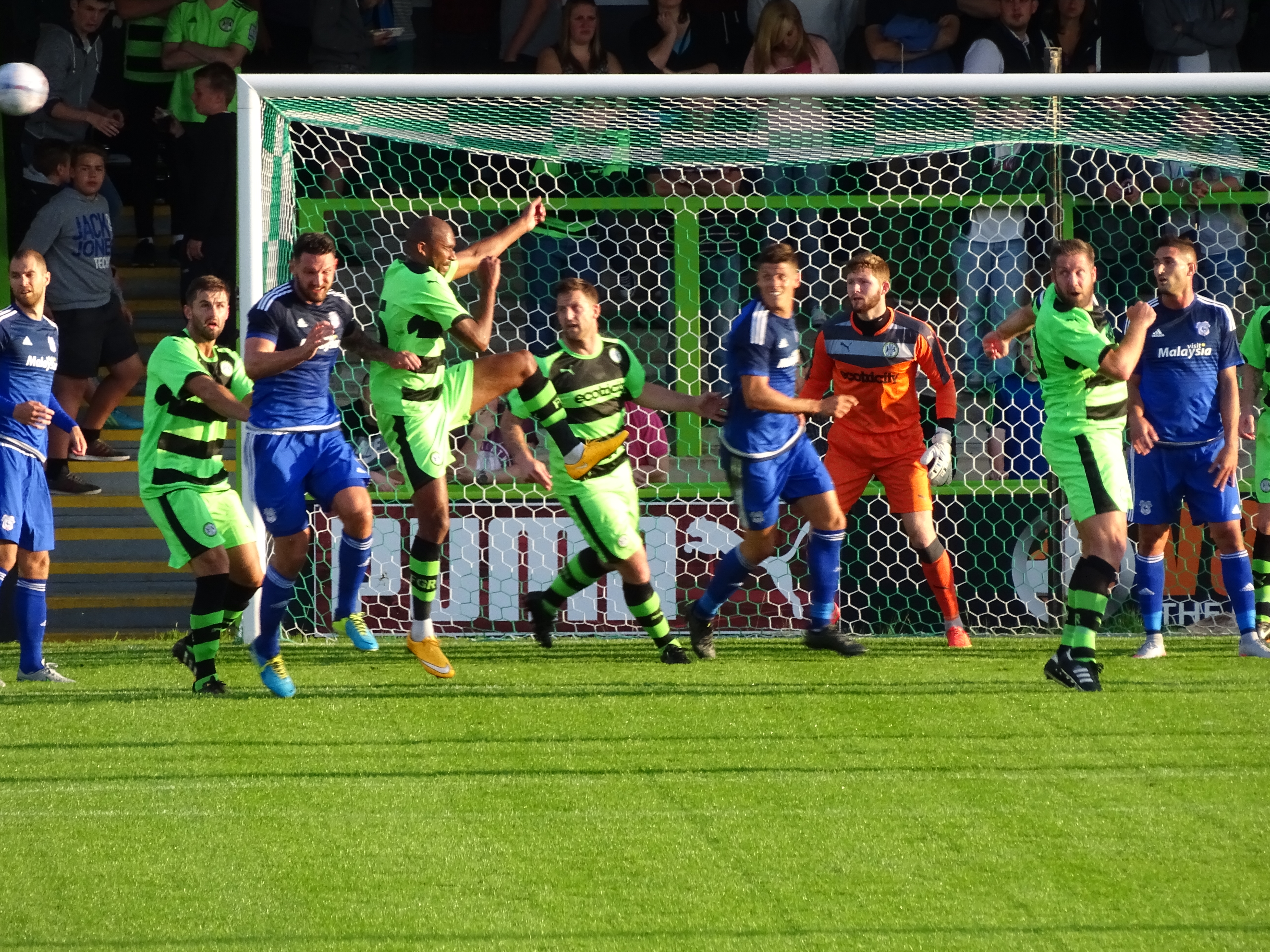

포리스트 그린 로버스 풋볼 클럽(Forest Green Rovers Football Club)은 잉글랜드 글로스터셔주 네일스워스를 연고로 하는 축구 구단이다. 현재 내셔널리그에 소속되어 있다. 2016-17 시즌 내셔널리그 승격 플레이 오프 결승전에서 트랜미어 로버스를 이기고 창단후 처음 리그 2로 승격하기도 했다.

## 선수 명단

### 현역
참고: FIFA 자격 규정에 따라 소속된 국가대표팀 국기를 표시합니다. 선수는 복수의 FIFA 비회원국 국적을 가지고 있을 수 있습니다.
| 번호 | 포지션 | 국적       | 이름              |
| ---- | ------ | ---------- | ----------------- |
| 6    | MF     | 아일랜드   | 엠마누엘 오사데베 |
| 7    | MF     | 스코틀랜드 | 카일 맥알리스터   |
| 8    | MF     | 북아일랜드 | 찰리 맥캔         |
| 9    | FW     | 웨일스     | 크리스찬 도이지   |
| 12   | GK     | 아일랜드   | 피아크라 파겔     |

| 번호 | 포지션 | 국적       | 이름              |
| ---- | ------ | ---------- | ----------------- |
| 14   | FW     |            | 타이리스 오모토예 |
| 17   | DF     | 스코틀랜드 | 제이미 롭슨       |
| 20   | GK     | 뉴질랜드   | 제이미 설         |

## 역대 감독
| 감독            | 임기        |
| --------------- | ----------- |
| 데이브 호커데이 | 2009 ~ 2013 |
| 트로이 디니     | 2023 ~      |

틀:포리스트 그린 로버스 FC 선수 명단